# 辦公椅

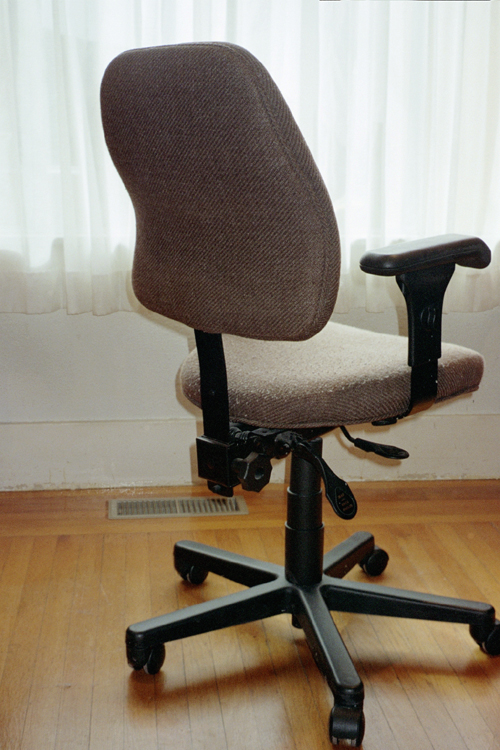
可以旋转并调整高度的办公椅

办公椅是一种在办公室內常見的椅子。它通常是一把转椅，桌子下有一组轮子，可以用于移动。此外辦公椅還能手動调节高度。办公椅通常配有墊子。办公椅是從19世纪中期左右发展起来。